# Q1 Tower
Q1 Tower – wieżowiec w Gold Coast (Australii), o wysokości 275 m (z iglicą 323 m). 
Większość pomieszczeń Q1 stanowią mieszkania, znajduje się w nim również część hotelowa. Budynek ten nie posiada pomieszczeń biurowych (poza biurami obsługującymi Q1). Na pierwszym piętrze mieści się kilkanaście galerii handlowych. 76 pięter to piętra mieszkalne, natomiast dwa najwyższe piętra, 77 i 78, są przeznaczone na tarasy widokowe. Z jego tarasów można oglądać plażę na odcinku kilkudziesięciu kilometrów oraz całe Gold Coast. W budynku znajduje się również restauracja, baseny i spa. 
Q1 został otwarty dla zwiedzających 8 grudnia 2005. 

## Galeria

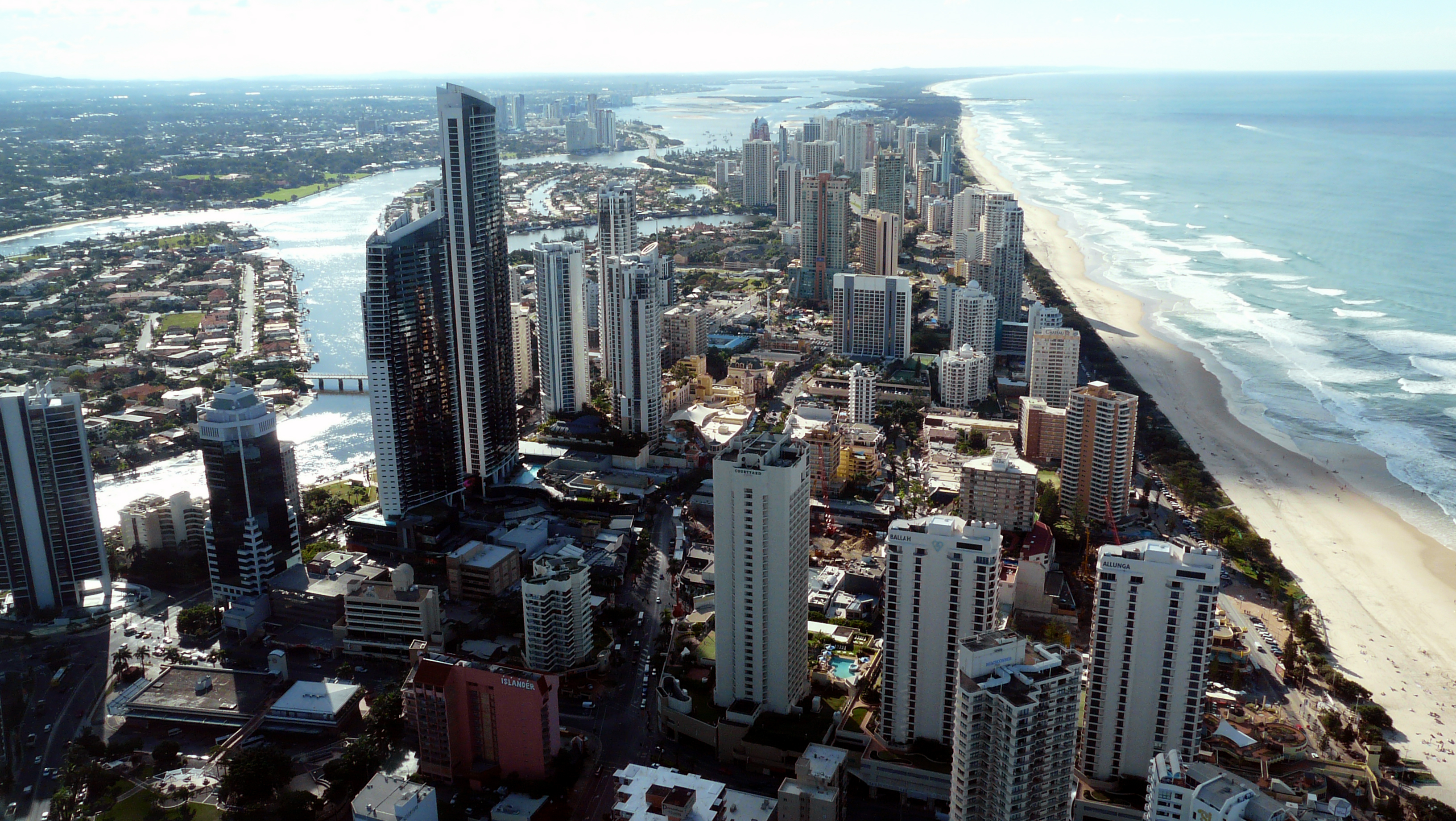
Widok z tarasu widokowego w kierunku północnym.
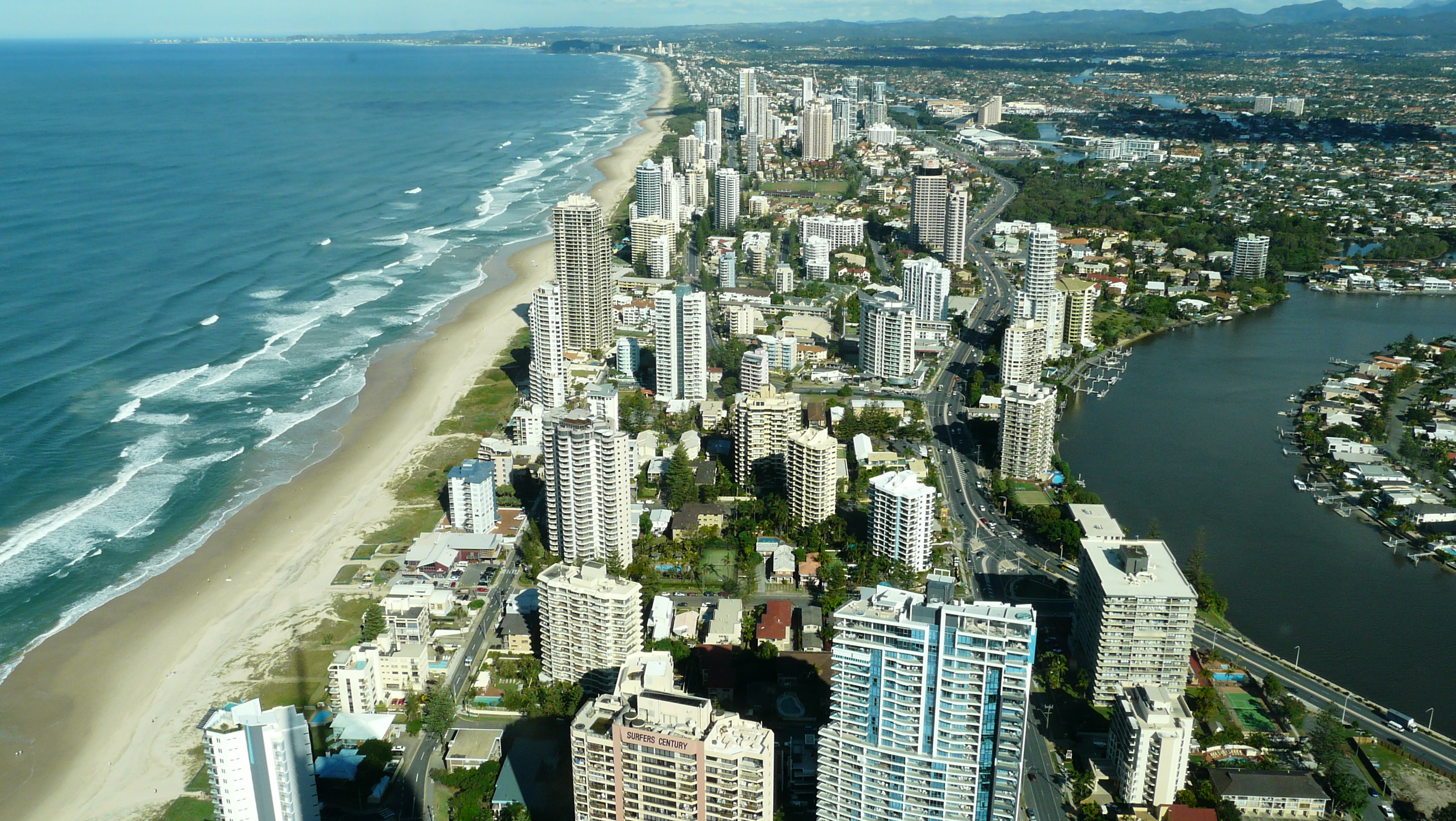
Widok z tarasu widokowego w kierunku południowym.
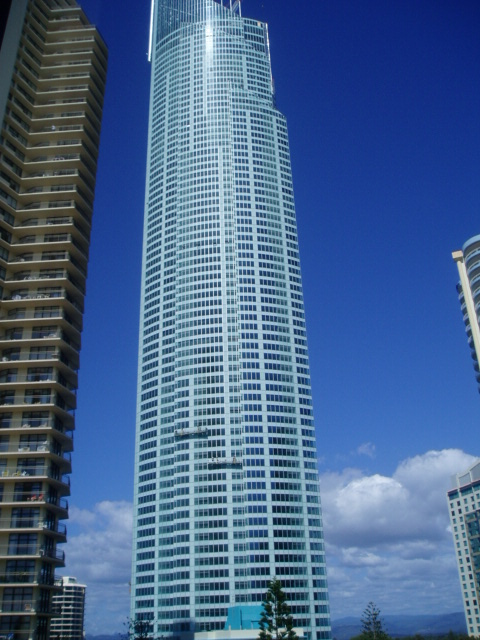
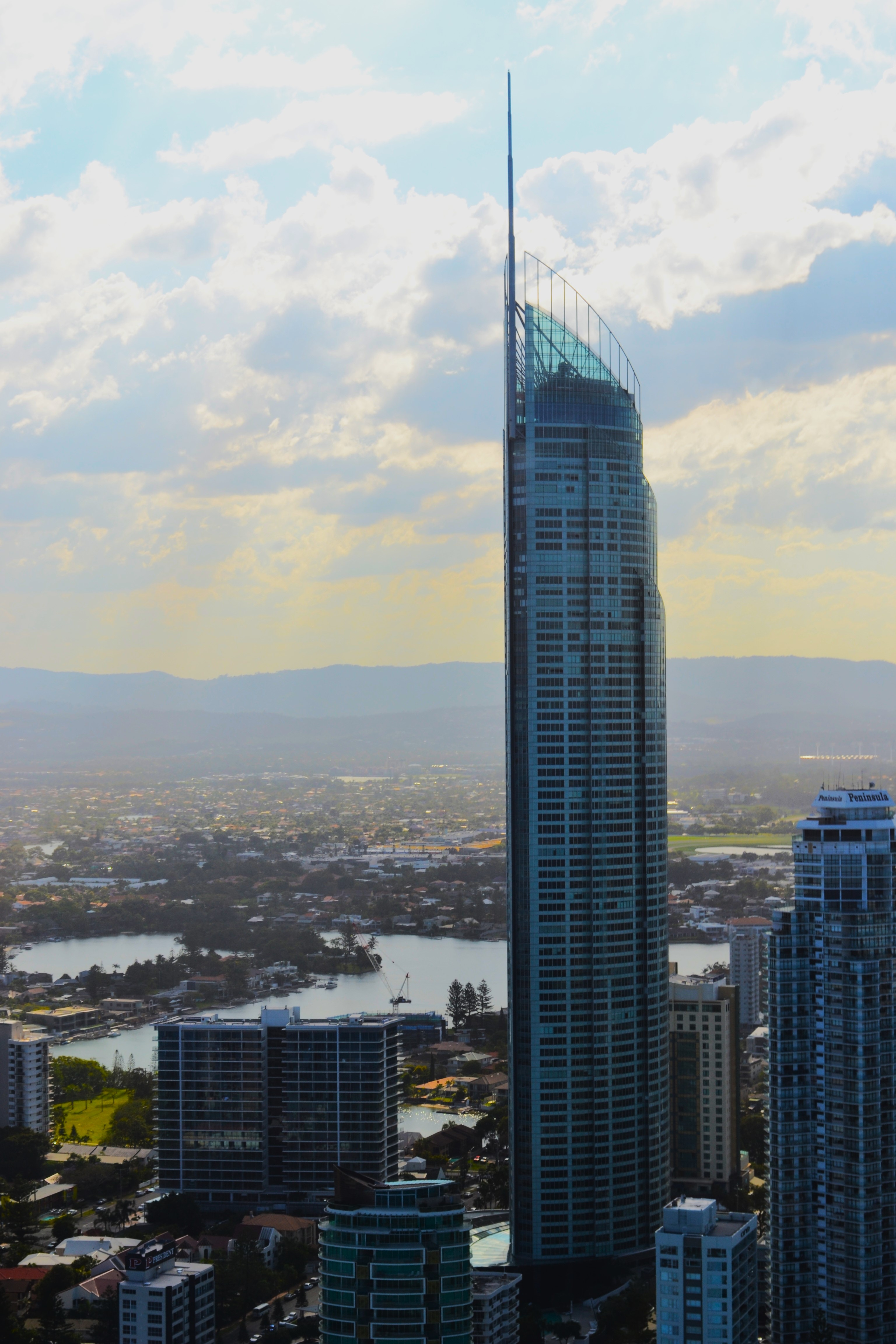